# Prix Walo

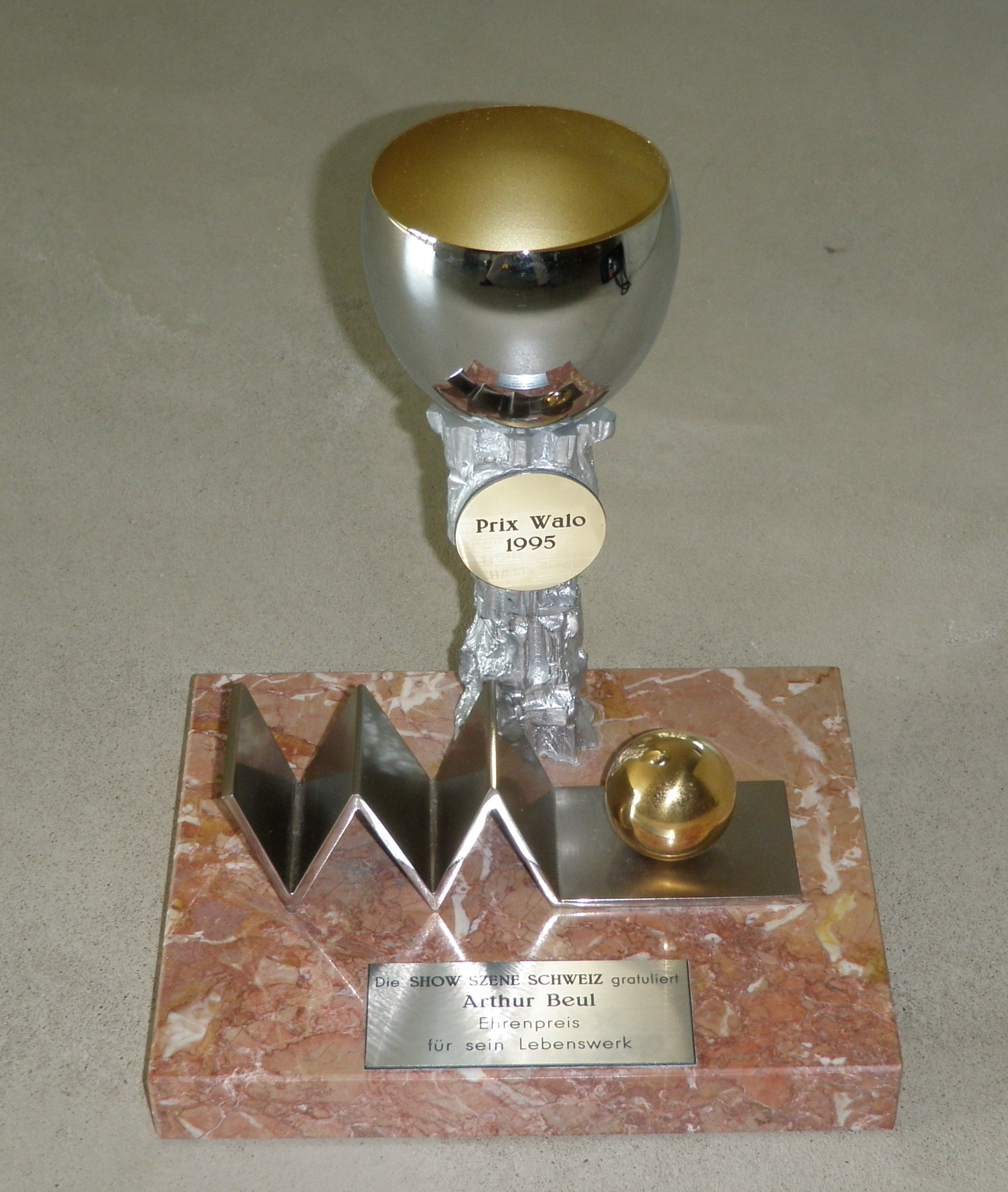
Prix Walo für Artur Beul für sein Lebenswerk (1995)

Der Prix Walo ist die wichtigste Auszeichnung im Schweizer Showbusiness. Er wird seit 1974 jährlich bei einer Galaveranstaltung verliehen, die live im Fernsehen ausgestrahlt wird. Nebst verschiedenen Spartenpreisen gibt es den Ehren-Prix Walo, den Publikumsliebling sowie den Kleinen Prix Walo, der an Nachwuchstalente in diversen Kategorien von Musik und Unterhaltung verliehen wird.

## Geschichte
Der Prix Walo wurde 1974 vom Musiker und Radio-Beromünster-Orchesterleiter Walo Linder sowie von André Berner, Hans Gmür, Walter Grieder und Jack Stark ins Leben gerufen. Der Preis ist zu Ehren seines Initianten Walo Linder benannt. Er gilt als höchste und begehrteste Auszeichnung im Schweizer Showbusiness und wird durch den Verein Show Szene Schweiz verliehen. Dieser entstand aus dem Zusammenschluss der Interessengemeinschaften Show Biz Stamm und Clan. Ehrenamtliche Vereinspräsidentin und Organisatorin der Preisverleihung ist seit 1998 Monika Kaelin. Die vergoldete Prix-Walo-Skulptur wurde 2002 von Rolf Knie neu gestaltet. 2014 wurde mit einer Spezialgala im Zürcher Kongresshaus die 40. Prix-Walo-Galaverleihung abgehalten. Seither findet die Verleihung im Studio 1 des SRF statt; 2023 wurde sie live bei auftanken.TV, Blick TV und Star TV übertragen. 2024 strahlte SRF 1 die 48. Prix-Walo-Gala nach 22 Jahren wieder aus, zusammen mit den Privaten.

## Preisträger

### Ehren-Prix Walo
- 1983: Charly Fritsche
- 1991: Eynar Grabowsky
- 1992: Willi Schmid, First Harmonic Brass Band
- 1993: Caterina Valente, Ettore Cella
- 1994: Alfredo, Adolf Stähli
- 1995: Wysel Gyr, Vico Torriani, Artur Beul
- 1996: Anne-Marie Blanc
- 1997:
- 1998: Lilo Pulver, Hannes Schmidhauser
- 1999: Fredy Knie senior
- 2000: Dimitri
- 2001: Hazy Osterwald
- 2002: Walo Lüönd
- 2003: César Keiser und Margrit Läubli
- 2004: Conelli Conny Gasser, Herbi Lips und Urs Pfister
- 2005: Trudi Gerster
- 2006: Walter Roderer
- 2007: Lys Assia
- 2008: Nella Martinetti
- 2009: Elisabeth Schnell und Ueli Beck
- 2010: Hans Leutenegger
- 2011: Beny Rehmann
- 2012: Ursula Schaeppi
- 2013: Jörg Schneider
- 2014: Roger Schawinski
- 2015: Toni Vescoli
- 2016: Pepe Lienhard
- 2017: Peter Reber
- 2018: Rolf Knie
- 2019: Sepp Trütsch
- 2023: Paola Felix
- 2024: Walter Andreas Müller
- 2025: Emil Steinberger

### Publikumsliebling
- 1974: Hazy Osterwald
- 1975: Hans Gmür und Karl Suter
- 1976: Peter, Sue & Marc
- 1977: Kurt Felix
- 1978: Ruedi Walter und Margrit Rainer
- 1979: Kliby und Caroline
- 1980: Pepe Lienhard
- 1981: Emil
- 1982: Beni Thurnheer
- 1983: Walter Roderer
- 1984: Beny Rehmann
- 1985: Cabaret Rotstift
- 1986: Ruedi Walter
- 1987: Ursula Schaeppi und Walter Andreas Müller
- 1988: Walter Roderer
- 1989: Furbaz
- 1990: Peter Reber
- 1991: Vreni und Rudi
- 1992: Marcocello
- 1993: Peach Weber
- 1994: Birgit Steinegger
- 1995: Fascht e Familie
- 1996: DJ Bobo
- 1997: Schmirinskis
- 1998: Gölä und Band
- 1999: Francine Jordi
- 2000: Francine Jordi
- 2001: Schmirinskis
- 2002: Francine Jordi und Florian Ast
- 2003: Sven Epiney
- 2004: Roman Kilchsperger
- 2005: Francine Jordi
- 2006: Stephanie Glaser
- 2007: Jodlerklub Wiesenberg
- 2008: Oesch’s die Dritten
- 2009: Cabaret Divertimento
- 2010: Monique
- 2011: Patricia Boser
- 2012: Luca Hänni
- 2013: Furbaz
- 2014: Cabaret Divertimento
- 2015: Sabine Dahinden
- 2016: Viola Tami
- 2017: Stefan Gubser
- 2018: Kurt Aeschbacher
- 2019: Bliss
- 2023: Fabienne Gyr
- 2024: Mona Vetsch
- 2025: Röbi Koller

### Comedy/Kabarett
- 1994: Acapickels
- 1995: Geschwister Pfister
- 1996: Massimo Rocchi
- 1997: Duo Fischbach
- 1998: Marco Rima
- 1999: Ursus & Nadeschkin
- 2000: Flügzüg
- 2001: Mölä und Stahli
- 2002: Marco Rima
- 2003: Lorenz Keiser
- 2004: Andreas Thiel
- 2005: Marco Rima
- 2006: Cabaret Divertimento
- 2007: Bagatello
- 2008: Simon Enzler
- 2009: Cabaret Divertimento
- 2010: Claudio Zuccolini
- 2011: Michael Elsener
- 2012: Duo Edelmais
- 2013: Cabaret Divertimento
- 2014: Peach Weber
- 2015: Sutter & Pfändler
- 2016: Fabian Unteregger
- 2017: Helga Schneider
- 2018: Patti Basler
- 2019: Renato Kaiser
- 2023: Charles Nguela
- 2024: Claudio Zuccolini
- 2025: Gardi Hutter

### Newcomer
- 1997: Airbäg
- 1999: Subzonic
- 2000: Dani Fohrler
- 2001: Susanne Kunz
- 2002: Plüsch
- 2003: Mia Aegerter
- 2004: Baschi
- 2005: Daniel Kandlbauer
- 2006: Cornelia Bösch
- 2007: Stefanie Heinzmann
- 2008: Sophie Hunger
- 2009: Lea Lu
- 2010: Steff la Cheffe
- 2011: Bastian Baker
- 2012: Luca Hänni
- 2013: Nicole Bernegger
- 2014: Ira May
- 2015: Kunz
- 2016: Georg Schlunegger
- 2017: Nemo
- 2018: Noémie Schmidt
- 2019: Stubete Gäng
- 2023: Joya Marleen
- 2024: Remo Forrer
- 2025: Linda Elys

### Pop und Rock bzw. Pop/Rock
- 1994: DJ BoBo und Züri West
- 1995: Sina und Polo Hofer
- 1996: Florian Ast und Gotthard
- 1997: DJ BoBo und Gotthard
- 1998: Kisha und Gölä
- 1999: Gotthard
- 2000: Martin Schenkel
- 2001: –
- 2002: Polo Hofer
- 2003: Lunik und Patent Ochsner
- 2004: Plüsch
- 2005: Adrian Stern
- 2006: Lovebugs
- 2007: Stephan Eicher
- 2008: Bligg
- 2009: Seven
- 2010: Adrian Stern
- 2011: 77 Bombay Street
- 2012: Gotthard
- 2013: Bastian Baker
- 2014: Pegasus
- 2015: Patent Ochsner
- 2016: Trauffer
- 2017: Kunz
- 2018: Lo & Leduc
- 2019: Hecht
- 2019: Sina
- 2023: Patent Ochsner
- 2023: Bastian Baker
- 2024: Züri West
- 2025: Florian Ast

### Radio-, TV- und Filmproduktionen
- 1994: Pingu Filmproduktion
- 1995: Fascht e Familie Fernsehproduktion
- 1996: Katzendiebe Filmproduktion
- 1997: Viktors Spätprogramm Fernsehproduktion
- 1998: Apéro (SR DRS) Radioproduktion
- 1999: Benissimo Fernsehproduktion
- 2000: Viktors Spätprogramm Fernsehproduktion
- 2001: Total Birgit Fernsehproduktion
- 2002: Aeschbacher mit Kurt Aeschbacher Fernsehproduktion
- 2003: Lüthi und Blanc Fernsehproduktion
- 2003: Achtung, fertig, Charlie! Filmproduktion
- 2004: Berg und Geist (3sat, [SF]) Fernsehproduktion
- 2004: Sternenberg Filmproduktion
- 2005: Mein Name ist Eugen Filmproduktion
- 2006: glanz & gloria Fernsehproduktion
- 2006: Die Herbstzeitlosen Filmproduktion
- 2007: Die grössten Schweizer Hits Fernsehproduktion
- 2007: Chrigu Filmproduktion
- 2008: Giacobbo/Müller Fernsehproduktion
- 2008: Auf der Strecke Filmproduktion
- 2009: La Bohème im Hochhaus Fernsehproduktion
- 2009: Die Standesbeamtin Filmproduktion
- 2010: Kampf der Chöre Fernsehproduktion
- 2010: Sennentuntschi Filmproduktion
- 2011: Happy Day Fernsehproduktion
- 2011: Der Verdingbub Filmproduktion
- 2012: Potzmusig Fernsehproduktion
- 2012: More than Honey Filmproduktion
- 2013: Der Bestatter Fernsehproduktion
- 2013: Die schwarzen Brüder Filmproduktion
- 2014: Auf und davon Fernsehproduktion
- 2014: Der Goalie bin ig Filmproduktion
- 2015: SRF bi de Lüt-Landfrauenküche Fernsehproduktion
- 2015: Schellen-Ursli Filmproduktion
- 2016: Gotthard Fernsehproduktion
- 2016: Mein Leben als Zucchini Filmproduktion
- 2017: Wilder Fernsehproduktion
- 2017: Die göttliche Ordnung Filmproduktion
- 2018: Wolkenbruchs wunderliche Reise in die Arme einer Schickse Filmproduktion
- 2018: Tatort: Die Musik stirbt zuletzt Fernsehproduktion
- 2019: Zwingli Filmproduktion
- 2019: Persönlich Radioproduktion
- 2023: Die goldenen Jahre Filmproduktion
- 2023: Tschugger Fernsehproduktion
- 2024: «Bon Schuur Ticino», Peter Luisi Filmproduktion
- 2024: «Davos 1917», SRF Fernsehproduktion
- 2025: «Wendy Holdener und ihr Bruder Kevin», Fernsehproduktion
- 2025: «Typisch Emil» Filmproduktion

#### Bühnenproduktion
- 2011: Mummenschanz
- 2012: Salto Natale (Gregory & Rolf Knie)
- 2013: Fabrikk (Karl’s kühne Gassenschau)
- 2014: Wanderful
- 2015: Io senza te
- 2016: Cabaret
- 2017: The Show Must Go Wrong
- 2018: Tribute to The Beatles: The White Album
- 2018: Der Tag, an dem der Papst gekidnappt wurde
- 2025: Billy Elliot – Das Musical

### Schauspieler
- 1994: Sue Matthys
- 1995: Jörg Schneider
- 1996: Mathias Gnädinger
- 1997: Inigo Gallo
- 1998: Bruno Ganz
- 1999: Christian Kohlund
- 2000: Erich Vock
- 2001: –
- 2002: Walter Andreas Müller
- 2003: Esther Gemsch
- 2004: Bruno Ganz
- 2005: Mike Müller
- 2006: Stephanie Glaser
- 2007: Anatole Taubman
- 2008: Sabina Schneebeli
- 2009: Erich Vock
- 2010: Hanspeter Müller-Drossaart
- 2011: Beat Schlatter
- 2012: Peter Freiburghaus
- 2013: Mike Müller
- 2014: Joel Basman
- 2015: Heidi Maria Glössner und Andrea Zogg
- 2016: Leonardo Nigro
- 2017: Sarah Spale
- 2018: Joel Basman
- 2019: Sven Schelker
- 2023: David Constantin
- 2024: Dominique Devenport
- 2025: Rachel Braunschweig

### Schlager/Volksmusik
- 1994: Peter Reber
- 1995: Carlo Brunner
- 1996: Peter Zinsli
- 1997: Leonard
- 1998: Francine Jordi
- 1999: Francine Jordi
- 2000: Carlo Brunner
- 2001: –
- 2002: Ruedi Rymann
- 2003: Streichmusik Alder
- 2004: Hans Aregger
- 2005: Carlo Brunner
- 2006: ChueLee
- 2007: Jodlerklub Wiesenberg
- 2008: Oesch’s die Dritten
- 2009: Yasmine-Mélanie
- 2010: Nicolas Senn
- 2011: Jodelduett Vreni und Franz Stadelmann
- 2013: Jost Ribary und René Wicki
- 2016: Oesch’s die Dritten
- 2017: Martin Nauer
- 2018: Heimweh
- 2025: Stubete Gäng

### Andere Kategorien
Folgende Kategorien werden nicht alljährlich oder nicht mehr vergeben:

#### Artistik
- 1994: Fredy Knie senior
- 1995: Dimitri
- 1996: Ursus & Nadeschkin
- 1998: Karl’s kühne Gassenschau

#### Blasmusik
- 2012: Swiss Band
- 2015: Brass Band Bürgermusik Luzern

#### Country/Blues/Roots
- 1995: John Brack
- 2005: John Brack
- 2008: Philipp Fankhauser
- 2011: Trio C.H. (Kisha, Nori Rickenbacher, Reto Burrell)
- 2014: Buddy Dee
- 2018: Krüger Brothers, Maja Brunner und Carlo Brunner
- 2025: Florian Fox

#### Dance
- 2005: DJ Tatana

#### DJ/Hip-Hop
- 2002: DJ Tatana
- 2009: Greis
- 2010: Bligg
- 2012: DJ Antoine
- 2013: Bligg und Steff la Cheffe
- 2014: Lo & Leduc
- 2015: Lo & Leduc

#### Hip-Hop/Rap
- 2024: Stress

#### Erfolge International
- 1995: DJ BoBo

#### Filmmusik
- 2019: Geschwister Diego, Lionel und Nora Baldenweg

#### Jazz/Gospel/Boogie-Woogie
- 1995: Bo Katzman

#### Jazz/Blues/World Music
- 2012: Eliana Burki
- 2015: Max Lässer

#### Jodel
- 2014: Nadja Räss
- 2023: Oesch’s die Dritten

#### Medienschaffende
- 1994: Charles Lewinsky
- 1996: Viktor Giacobbo
- 1997: Beni Thurnheer

#### Musikpreis
- 2001: Gotthard

#### Schlager/Chanson
- 1994: Dodo Hug
- 1999: Toni Vescoli
- 2006: ChueLee
- 2013: Beatrice Egli

#### Zirkus, Theater und Musical
- 1994: Keep Cool
- 1995: Space Dream
- 1998: Circus Monti
- 2000: Circus Monti
- 2006: Karl’s kühne Gassenschau
- 2007: Ewigi Liebi
- 2009: Die kleine Niederdorfoper
- 2010: Dällebach Kari
- 2023: Oh läck Du mir! (u. a. mit Livio Cecini und Diego Valsecchi)
- 2023: HD-Soldat Läppli
- 2024: 2 Engel für Harry, Bernhard-Theater

#### Kinderproduktionen
- 2024: Schneewittchen und die 7 Zwerge, Theater am Hechtplatz

#### Special Events
- 2010: Open Air Hoch-Ybrig

## Reglement

### Publikumsliebling
Die Leser, Hörer und Zuschauer der Schweizer Medien können im Vorfeld der Prix-Walo-Galaverleihung per Telefonanruf und Postkarte eine Stimme für ihren Schweizer Lieblings-Star abgeben. Neun von einer Fachjury bestimmte Schweizer Unterhaltungskünstler stehen zur Wahl als Schweizer Publikumsliebling des Jahres. Unter Anrechnung der per Post eingesandten Stimmen wird der Sieger per TED durch die Fernsehzuschauer erkoren. Dem Künstler mit den meisten Publikumsstimmen wird der Prix Walo als Publikumsliebling des Jahres verliehen.

### Spartenpreise
Eine vom Vorstand der Show Szene Schweiz bestellte 25-30-köpfige Fachjury aus Vertretern von privaten TV- und Radiostationen, SRF-Vertretern, Theaterproduzenten, Plattenfirmen, Agenturen, Veranstaltern, Fachjournalisten und Mitgliedern der Show Szene Schweiz prüft in den verschiedenen Sparten des Schweizer Showbusiness herausragende künstlerische Leistungen und Erfolge vom vergangenen Jahr und nominiert in jeweils neun Sparten je drei Künstler bzw. Gruppen oder Produktionen. Die jährliche Vergabe erfolgt in den Sparten: Pop/Rock; Newcomer, Kabarett/Comedy; Bühnenproduktion; Filmproduktion; TV-Produktion; und Schauspieler. Im Turnus von 3–4 Jahren erfolgt die Vergabe der Sparten: Blues/Jazz/Country; Volksmusik/Blasmusik; Jodel/Schlager; Variété/Special Act. Ein 100-köpfiges Fachgremium, bestehend aus Mitarbeitern von privaten TV- und Radiostationen, SRF Radio und Fernsehen, Fachjournalisten, Produzenten, Veranstaltern und Mitgliedern der Show Szene Schweiz bestimmt danach in geheimer Briefwahl aus den jeweiligen Nominierungen die Sieger in den verschiedenen Sparten. Diese werden erst in der TV-Livesendung und Galaverleihung bekannt gegeben.

### Ehren-Prix Walo
Der Ehrenpreis wird durch den Vorstand der Show Szene Schweiz bestimmt und erst in der TV-Livesendung und Galaverleihung bekannt gegeben.

### Kleiner Prix Walo
Die erfolgreichsten Teilnehmer der im Verlauf des letzten Jahres von der Show Szene Schweiz organisierten Prix-Walo-Sprungbrett-Veranstaltungen qualifizieren sich für das Finale aller Schweizer Nachwuchswettbewerbe und Talentfestivals, das Best of Prix-Walo-Sprungbrett, das jeweils im Dezember stattfindet. Die von einer Fachjury gewählten Sieger in den verschiedenen Sparten werden mit dem Kleinen Prix Walo als beste Schweizer Nachwuchskünstler des Jahres ausgezeichnet. Alle Spartensieger des Sprungbretts treten im Rahmen der Galaverleihung live auf.